# Hatfield-McCoy-Fehde
Die Hatfield-McCoy-Fehde war ein blutiger Konflikt zwischen zwei Großfamilien, der zwischen 1878 und 1891 in einem abgelegenen Tal der Appalachen stattfand und in dessen Verlauf mehr als ein Dutzend Menschen starben. Die Namen der verfeindeten Familienclans Hatfield und McCoy stehen heute in den Vereinigten Staaten sprichwörtlich für eine lang anhaltende Feindschaft.

## Verlauf

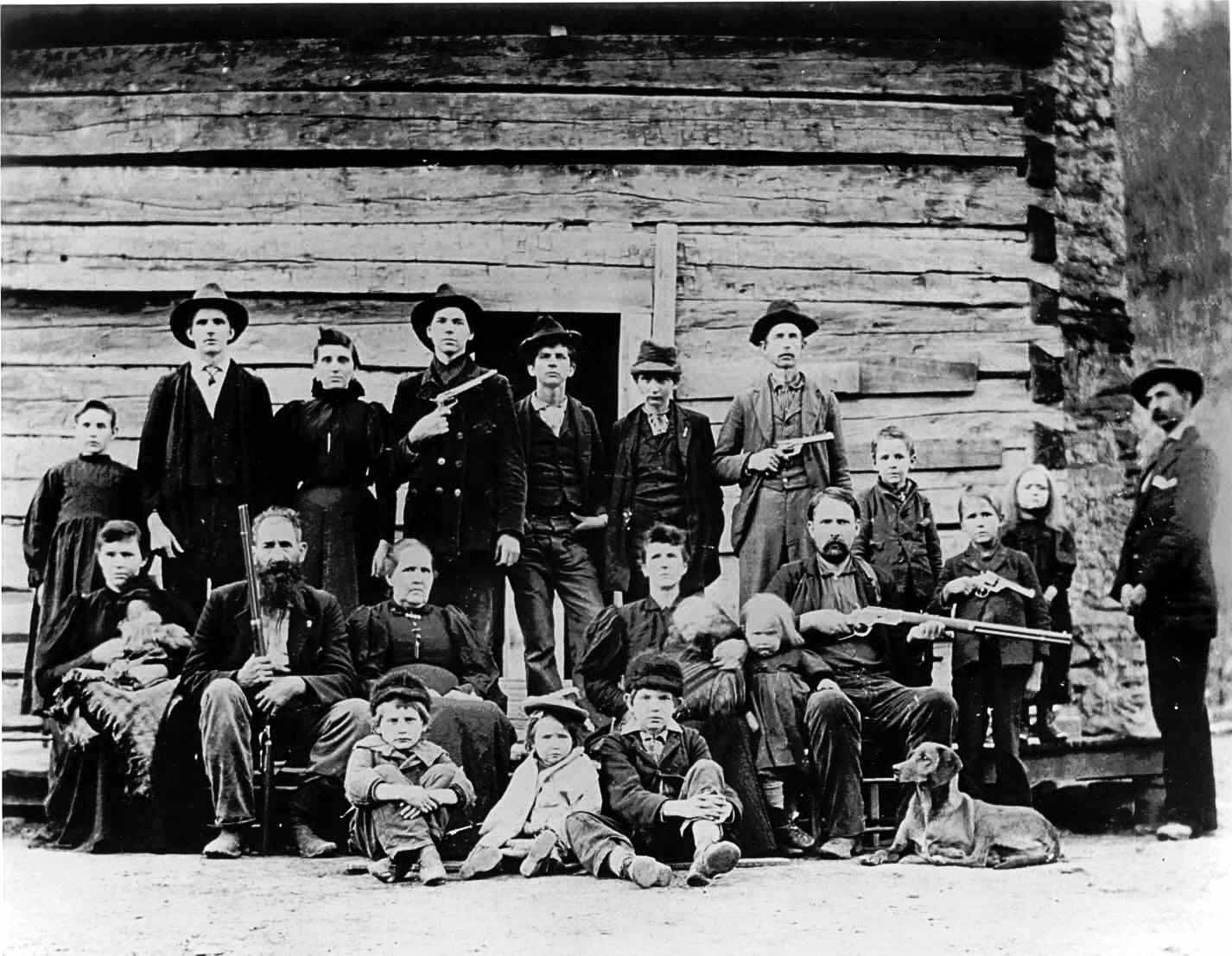
Der Hatfield-Clan 1897

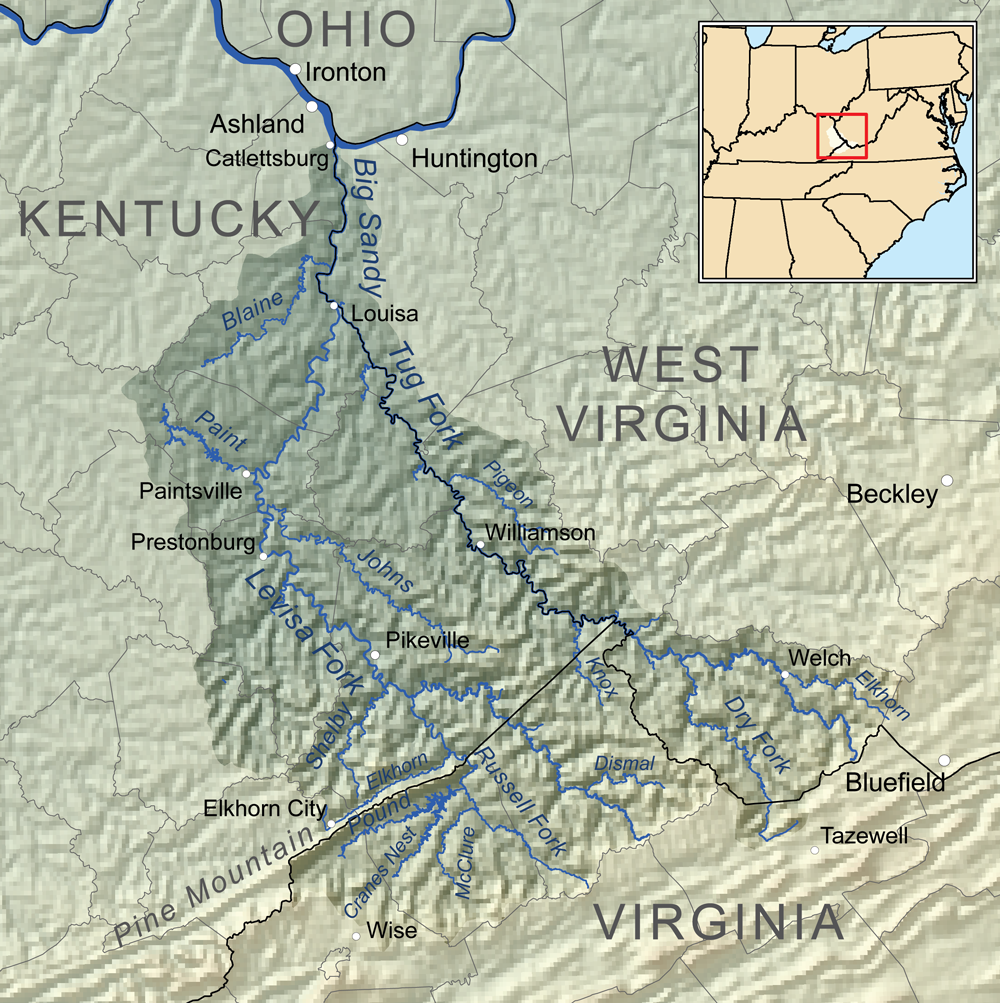
Schauplatz der Fehde: das Tal des Tug Fork

Die Fehde ereignete sich im Tal des Flusses Tug Fork, der die Grenze zwischen den Bundesstaaten West Virginia und Kentucky darstellt. Beide Familien zählten zu den Pionieren bei der Besiedlung dieses Landstrichs und hatten sich im Laufe der Zeit zu weit verzweigten Clans entwickelt.
Die Hatfields siedelten rechts des Flusses in West Virginia, die McCoys links davon in Kentucky. Es wurden durchaus Ehen zwischen den beiden Familien geschlossen, selbst während der „heißen“ Phase der Fehde. Als der wohl schon seit dem Sezessionskrieg schwelende Konflikt 1878 eskalierte, wurden die Geschicke der Familien von ihren Patriarchen überwacht, Randolph „Ole Ran’l“ McCoy auf der einen, William Anderson „Devil Anse“ Hatfield auf der anderen Seite. Ersterer hatte sechzehn, letzterer dreizehn Kinder, darunter jeweils neun Söhne im Mannesalter.
Die Fehde entzündete sich an einem Schwein, das auf einer Weide Floyd Hatfields herumlief, von dem aber Randolph McCoy behauptete, es sei aus seinem Stall entlaufen. Vor Gericht machte Bill Staton, der mit beiden Clans verwandt war, eine Zeugenaussage zu Gunsten der Hatfields. Im Juni 1880 wurde Staton von den Brüdern Sam und Paris McCoy getötet.
Im Frühjahr des Jahres führte eine kurzlebige Romanze zwischen Roseanna McCoy und Johnse Hatfield zu einer weiteren Eskalation. Die beiden hatten sich am Wahltag in einem Gebüsch vergnügt. Bei ihrer Rückkehr stellte Roseanna fest, dass ihr Bruder Tolbert ohne sie nach Hause gefahren war, sie verbrachte die Nacht daher im Hause Hatfield und floh aus Furcht vor ihrem Vater später zu ihrer Tante Betty McCoy. Bei einem späteren Techtelmechtel wurden die beiden Liebenden von den McCoy-Brüdern umstellt, die Johnse gefangen nahmen, wohl um ihn bei Gelegenheit zu ermorden. Roseanna ritt daraufhin auf einem geborgten Pferd zu Devil Anse Hatfield, der mit seinen Söhnen die McCoys abfing und Johnse befreite. Johnse wiederum verließ die schwangere Roseanna und heiratete stattdessen deren Cousine Nancy McCoy; Roseanna erkrankte an Masern und erlitt eine Fehlgeburt.
1882 erreichte die Fehde einen weiteren Höhepunkt, als Ellison Hatfield, ein Bruder des Devil Anse Hatfield, von den drei McCoy-Brüdern Tolbert, Pharmer und Bud brutal ermordet wurde. Bei dem daraufhin eingeleiteten Rachefeldzug der Hatfields wurden die drei bald darauf selbst getötet. Am Neujahrstag 1888 überfielen die Hatfields den Familiensitz der McCoys, brannten ihn nieder und töteten dabei Alifair und Calvin McCoy. Für den Mord an Alifair wurden später sieben Hatfields in Kentucky zu lebenslanger Haft verurteilt, ein weiterer wurde zum Tode verurteilt und öffentlich gehängt.
Zwischen 1880 und 1891 starben in dem Konflikt mehr als ein Dutzend Menschen. Im gesamten Land berichtete die Presse über die Vorfälle. Die Gouverneure von Kentucky und West Virginia sahen sich zwischenzeitlich gezwungen, die Nationalgarde in das Tug-Fork-Tal zu entsenden, um den inneren Frieden wiederherzustellen – allerdings waren diese Einsätze durchaus parteiisch und teils von den Hatfields beziehungsweise McCoys selbst initiiert worden. So setzten die Gouverneure auf Betreiben der Clans Kopfgelder auf gesuchte Hatfields bzw. McCoys aus; das Tal wurde daraufhin von professionellen Kopfgeldjägern überschwemmt. Selbst der Oberste Gerichtshof befasste sich zeitweise mit dem Fall. 1891 einigten sich die Familien widerwillig auf einen Waffenstillstand. Am 14. Juli 2003 schlossen die Familien erneut einen Waffenstillstand in Pikeville, Kentucky, obwohl der Konflikt bereits hundert Jahre vorher beendet worden war.

## Rezeption
2012 wurden die Geschehnisse in der Miniserie Hatfields & McCoys filmisch verarbeitet. Die Regie übernahm Kevin Reynolds, in tragenden Rollen waren unter anderem Kevin Costner und Bill Paxton zu sehen. Bereits 1923 wurden die Vorfälle komödiantisch im Buster-Keaton-Film Verflixte Gastfreundschaft verarbeitet. Der Lucky-Luke-Band Familienkrieg in Painful Gulch beruht auf der Hatfield-McCoy-Fehde. Zudem entstand 1949 der Film Entscheidung am Fluß. Ebenfalls wurde in der Serie Bonanza (1. Staffel; Folge 19 mit dem Titel Revolverhelden; 1960) die Geschehnisse auf komödiantische Weise beleuchtet, als zwei der Cartwright-Brüder ungewollt in die Fehde geraten.